# Ивайло Стефанов
Ивайло Стефанов е български състезател и играещ помощник-треньор по волейбол.
Играч е на националния отбор, както и на ЦСКА – със своите 49 години е най-възрастният активен волейболист през сезон 2021/2022 в целия свят.
Шампион е на България с „Левски-Сиконко“, който напуска през 1996 г. След напускането си завежда 2 дела срещу срещу отбора – за неизплащането на заплатата и неправомерното уволнение, които печели.
Световен шампион е за младежи с националния отбор на България от Световното първенство в Кайро през 1991 г. Участвал е в 2 световни първенства с държавния тим в Япония (1998) и Аржентина (2002).
Шампион е на Австрия с „Донаукрафт“ (Виена) и на Турция с „Арчелик“ (Истанбул) и „Халкбанк“ (Анкара). Играл е също в „Олимпикус“ (Телеспа, Бразилия). Играч е на „Ястрежебски Венгел“, Полша до 2006 г.
Прекратява своята състезателна кариера за 3 години през 2006 г. Състезател е на ЦСКА от средата на 2009 г.
Той е играещ помощник-треньор на ВК ЦСКА (София).